# От рассвета до заката
«От рассвета до заката» (англ. American Carnage) — американский комедийный фильм ужасов 2022 года Диего Халливиса. Сценарий Диего написал вместе со своим братом Хулио.

## Сюжет
Губернатор Финн на предстоящих выборах планирует снова переизбраться на пост губернатора штата. Для этого Финн хочет заручиться поддержкой консервативных избирателей. Он принимает закон, по которому все нелегальные мигранты на территории штата должны быть арестованы, в том числе их дети, даже если те родились уже в США, так как они не донесли в соответствующие органы на своих родителей-нелегалов. При этом для таких молодых задержанных существует некоторая поблажка. Если они отработают несколько месяцев в доме престарелых, то смогут получить свободу.
В самом доме престарелых постояльцы ведут себя очень странно. Согласившиеся на эту программу помощи старикам Джей Пи, Камила, Биг Мак, Крис и Мика объединяются, чтобы разгадать тайну дома престарелых и сбежать оттуда. Биг Мак однажды наблюдает, как один из стариков, прежде чем умереть, прямо-таки выворачивается наизнанку. Это событие пугает персонал. Позже Джей Пи в одной из старух узнаёт свою сестру, которая должна быть одного с ним возраста. Постепенно выясняется, что людей здесь кормят специальными гормонами, чтобы их мясо было более нежным и сочным. Побочный эффект от этих гормонов — преждевременное старение. Далее, когда человек умирает, из него делают фарш, который затем отправляют в сеть кафе быстрого питания, которое принадлежит губернатору Финну.
Мика оказывается предательницей, которая в тайне работает на администрацию, а Крис погибает. Остальным же удаётся поднять бунт, подключив к нему всех стариков. Эта история становится достоянием общественности. Губернатор Финн вынужден бежать из страны, его сеть закусочных закрывают, а Конгресс выпускает мигрантов, взятых ранее под арест.

## В ролях
- Хорхе Лендеборг мл. — Джей Пи
- Дженна Ортега — Камила
- Аллен Мальдонадо — Биг Мак
- Юмари Моралес — Лили
- Хорхе Диас — Крис
- Белла Ортис — Мика
- Эрик Дэйн — Эдди
- Бретт Каллен — Харпер Финн
- Джозеф Эйвери — Джеймс
- Катрин МакКафферти — Синтия
- Эндрю Кэмпфер — Брюс

## Название
Выражение «American Carnage» (с англ. — «Американская бойня» или «Американская резня») взято из инаугурационной речи Дональда Трампа. В своей речи Трамп перечислил проблемы, которые существуют в современном американском обществе, в том числе посетовал на преступность, беспорядки и наркотики, которые уносят слишком много жизней и не дают реализовать потенциал страны. «Эта американская бойня прекратится прямо здесь и прямо сейчас», — заявил Трамп.

## Приём
Отзывы на фильм были сдержанными. На сайте Rotten Tomatoes рейтинг «свежести» фильма составляет 58 %. Отмечалось, что фильм черпает вдохновение в фильме «Прочь» (2017), но при этом во всём ему уступает. Отмечалась также непоследовательность сюжета, когда история начинается как социальный комментарий, а затем в какой-то момент превращается в ужастик. Тем не менее, критики в основном хорошо отзывались о персонажах и актёрах, воплотивших эти образы.